# Patrick Sieloff
Patrick "Pat" Sieloff, född 15 maj 1994 i Ann Arbor i Michigan, är en amerikansk professionell ishockeyspelare som är kontrakterad till NHL-laget Anaheim Ducks och spelar för deras farmarlag San Diego Gulls i AHL.
Han har tidigare spelat på NHL-nivå för Ottawa Senators och Calgary Flames och på lägre nivåer för Belleville Senators, Binghamton Senators, Stockton Heat, Adirondack Flames och  Abbotsford Heat i AHL, Windsor Spitfires i OHL och Team USA i USHL.
Sieloff blev draftad i andra rundan i 2012 års draft av Calgary Flames som 42:a spelare totalt.

## Statistik
| 2007–08     | Compuware Bantam Minor AAA | T1EHL       | 29  | 2 | 4  | 6  | 30  | — | — | — | — | — |
| 2008–09     | Compuware Bantam Major AAA | T1EHL       | 29  | 3 | 9  | 12 | 42  | — | — | — | — | — |
| 2009–10     | Compuware U16              | T1EHL       | 37  | 2 | 8  | 10 | 52  | — | — | — | — | — |
| 2010–11     | Team USA                   | USHL        | 36  | 1 | 3  | 4  | 66  | 2 | 0 | 0 | 0 | 2 |
|             | U.S. National U17 Team     | USDP        | 52  | 3 | 6  | 9  | 76  | — | — | — | — | — |
|             | U.S. National U18 Team     | USDP        | 1   | 0 | 0  | 0  | 0   | — | — | — | — | — |
| 2011–12     | Team USA                   | USHL        | 24  | 0 | 2  | 2  | 55  | — | — | — | — | — |
|             | U.S. National U18 Team     | USDP        | 60  | 3 | 7  | 10 | 113 | — | — | — | — | — |
| 2012–13     | Windsor Spitfires          | OHL         | 45  | 3 | 8  | 11 | 85  | — | — | — | — | — |
| 2013–14     | Abbotsford Heat            | AHL         | 2   | 0 | 0  | 0  | 0   | — | — | — | — | — |
| 2014–15     | Adirondack Flames          | AHL         | 48  | 2 | 3  | 5  | 78  | — | — | — | — | — |
| 2015–16     | Calgary Flames             | NHL         | 1   | 1 | 0  | 1  | 2   | — | — | — | — | — |
|             | Stockton Heat              | AHL         | 52  | 2 | 9  | 11 | 54  | — | — | — | — | — |
| 2016-17     | Binghamton Senators        | AHL         | 52  | 2 | 10 | 12 | 93  | — | — | — | — | — |
| 2017-18     | Ottawa Senators            | NHL         | 1   | 1 | 0  | 1  | 0   | — | — | — | — | — |
|             | Belleville Senators        | AHL         | 58  | 1 | 9  | 10 | 108 | — | — | — | — | — |
| 2018-19     | Belleville Senators        | AHL         | 45  | 1 | 8  | 9  | 73  | — | — | — | — | — |
|             | San Diego Gulls            | AHL         | 2   | 0 | 0  | 0  | 0   | — | — | — | — | — |
| NHL totalt  | NHL totalt                 | NHL totalt  | 2   | 2 | 0  | 2  | 2   | — | — | — | — | — |
| AHL totalt  | AHL totalt                 | AHL totalt  | 259 | 8 | 39 | 47 | 406 | — | — | — | — | — |
| OHL totalt  | OHL totalt                 | OHL totalt  | 45  | 3 | 8  | 11 | 85  | — | — | — | — | — |
| USHL totalt | USHL totalt                | USHL totalt | 60  | 1 | 5  | 6  | 121 | 2 | 0 | 0 | 0 | 2 |